# Gloria Fuertes

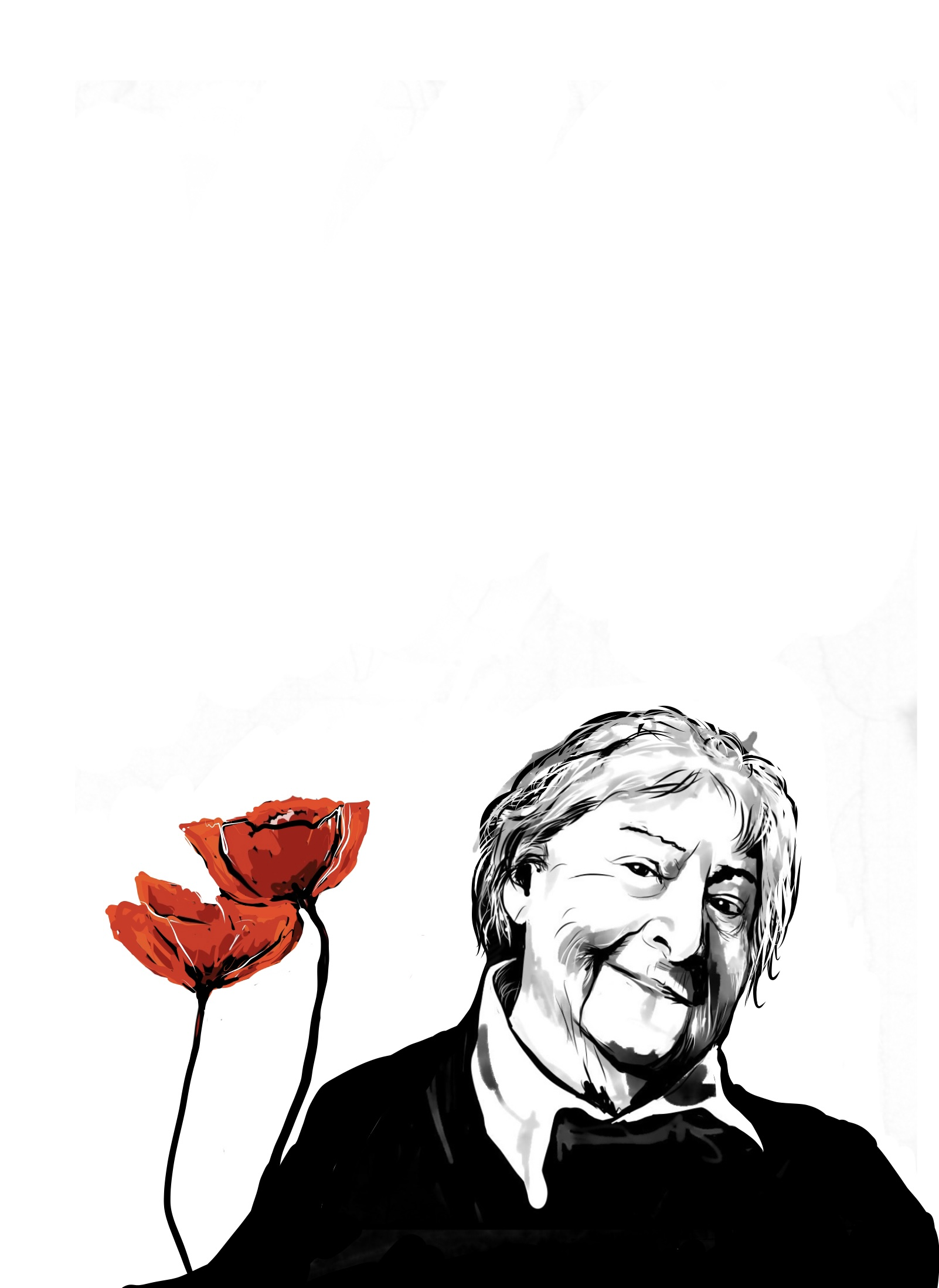
Gloria Fuertes

Gloria Fuertes (Madrid, 28 luglio 1917 – Madrid, 27 novembre 1998) è stata una poetessa e scrittrice spagnola.

## Biografia
Nata in una famiglia di umili origini, studiò in un istituto professionale per ragazze, e contemporaneamente frequentò un corso di grammatica e letteratura. Fu duramente segnata psicologicamente dalla morte precoce della madre e dalla guerra civile, in cui perse il suo primo amore, e che fu alla base dello spirito pacifista presente in molti dei suoi lavori.
Nel 1934 fu pubblicata la sua prima poesia, Isla Ignorada, che nel 1950 diede il titolo alla sua prima raccolta poetica. Conquistò l'attenzione della critica internazionale nel 1968, con la raccolta Poeta de guardia. Il tema principale della sua poesia fu la solitudine, sia intesa come destino ineluttabile dell'uomo, sia coniugata da un punto di vista autobiografico. Stilisticamente fu influenzata dai movimenti d'avanguardia, in particolare dal dadaismo, e alternò un tipo di poesia breve, quasi epigrammatica, ad una estremamente lunga, giocata su ripetizioni e assonanze, simile al cantico e alla litania.